# Хозяйственный веник
Ве́ник — связка прутьев или веток, используемая для подметания помещений, но иногда и уличных территорий. Также употребляется для чистки одежды и обуви (нпр. валенок) от снега, для опрыскивания водой белья или цветов. 
Для изготовления веника используются как синтетические, так и природные материалы. Растения, используемые для этого, получили народное название «веничек».

## Этимология
Этимологический словарь русского языка Макса Фасмера указывает на старославянское «вѣникъ», словенское «venik» и чешское «věník», которые на русский язык переводятся одинаково — «пучок»

## Описание
Веник представляет собой связанные в пучок длинные (обычно 20—50 см) стебли (прутья) кустарника, травянистого растения, мелкие и долгие древесные стружки, или синтетические жёсткие упругие волокна, который изредка закрепляют на коротком черенке. Вязанием и продажей веников занимались прежде веничники. Сейчас производство веников поставлено на промышленную основу, выведен специальный сорт сорго — сорго веничное, из которого и изготовляется массовая продукция. Технология производства регулируется отраслевым стандартом ОСТ 56-31-91.

## Культурное значение
У русских было распространено представление, что в венике может прятаться домовой, наряду с метлой он связывался с нечистой силой. В то же время веник выступал и оберегом, предметом гаданий, его запрещалось поднимать выше плоскости стола. Обычно в ритуальных текстах чаще всего упоминался старый веник (голик); обычно его не выбрасывали, а сжигали на масленицу.

## Памятник
В Украинском центре народного промысла в рамках празднования 95-летия Савранского района (2018 год) и 620 лет со дня основания Саврани был презентован самый большой в мире веник.